# Vedran Mornar
Vedran Mornar (* 29. Mai 1959 in Zagreb) ist ein kroatischer Informatiker und Politiker (parteilos). Von Juni 2014 bis Januar 2016 war er Minister für Wissenschaft, Bildung und Sport.

## Leben
Vedran Mornar studierte an der Universität Zagreb Elektrotechnik, Fachrichtung Informationstechnik; 1990 promovierte er. 1998 wurde er außerordentlicher, 2003 ordentlicher Professor für Informatik an der Universität Zagreb.
Im Juni 2014 wurde er als Nachfolger von Željko Jovanović Minister für Wissenschaft, Bildung und Sport im Kabinett von Zoran Milanović.